# Третій Рішающий
Третій Рішающий (рос. Третий Решающий) — селище у Середньоахтубінському районі Волгоградської області Російської Федерації.
Населення становить 334 особи. Входить до складу муніципального утворення Фрунзенське сільське поселення.

## Історія
Селище розташоване у межах українського історичного та культурного регіону Жовтий Клин.
Згідно із законом від 5 квітня 2005 року № 1040-ОД органом місцевого самоврядування є Фрунзенське сільське поселення.

## Населення
| 2010 |
| ---- |
| 334  |